# Bahçesaray
Bahçesaray (dříve též Müküs, arménsky Մոկս, Moks nebo Մոկք, Mokk῾, kurdsky Miks) je město a okres ve Vanské provincii v jihovýchodním Turecku, asi 20 km jižně od jezera Van. V roce 2018 měl okres 14622 obyvatel a jedinou obcí okresu byl Bahçesaray. V roce 2012 měl Bahçesaray jako město 3361 obyvatel a jako okres 17 133 obyvatel.

## Etymologie
Moderní turecký název vychází z perského باغچه سرای bāghche-sarāy, v překladu zahradní palác. Původní turecký název Müküs, stejně jako kurdský název Miks, byl odvozen z arménského názvu pro region Մոկք, Mokk῾, arménský název samotného města je Մոկս, Moks. Slovo Mokk῾ v klasické arménštině znamená „místo magie.“ Podle legendy byl v opatství Amenap'rkich nedaleko města umístěn hrob mága jménem Gaspar. Název města pak má být odvozen od tohoto mága. Nicméně v období říše Urartu existoval v oblasti kmen Moxene (Muški z asyrských zdrojů) a jméno Moks může pocházet z tohoto kmenového názvu.

## Historie

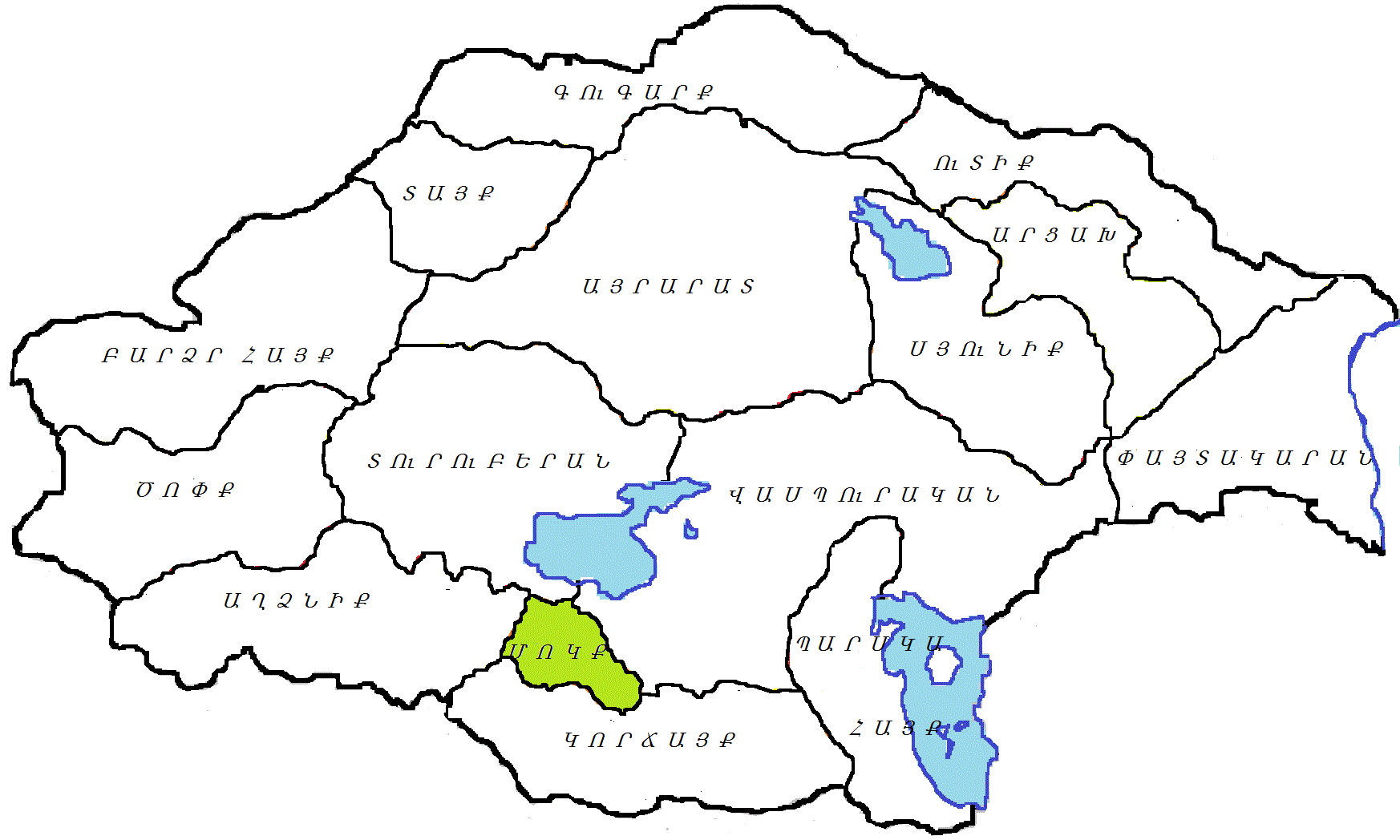
Provincie Moks na mapě starověké Velké Arménie

Ve starověku tvořilo toto území provincii Moxoene Arménského království. Samotné město bylo známo jako Moxos, později od 8. století jako Mokks nebo Moks. Šlo o hraniční provincii z jihu sousedící s částí Asýrie zvanou Aruastan (Arowastan). Provincie byla spravovaná arménskými princi, jejichž potomci oblasti vládli ještě v desátém století. Knížectví Moxoene bylo spolu s Corduene a Zabdicene ovládáno dynastií Carduchian (též Korduk'), která byla podle starých arménských zdrojů arménského původu.

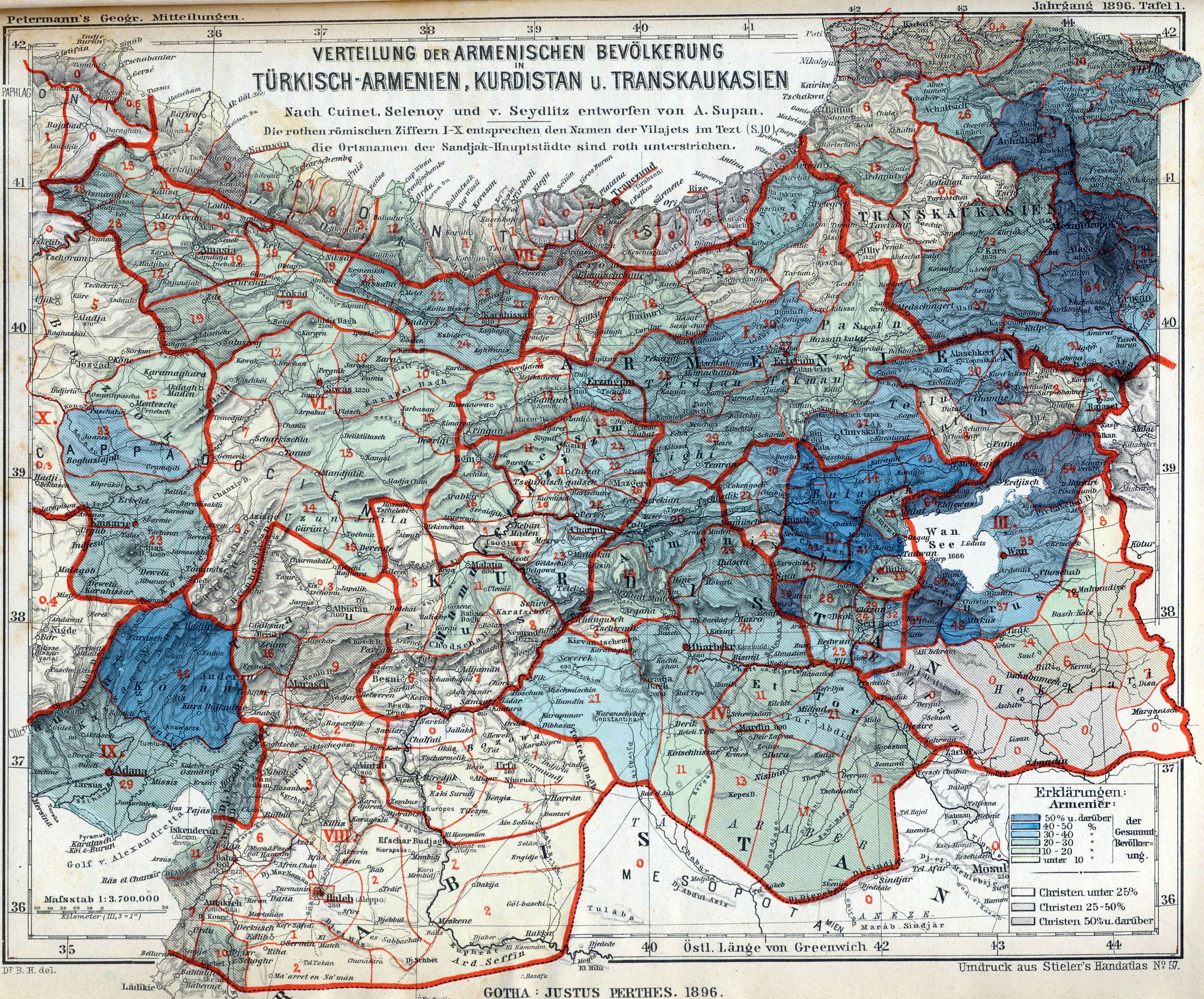
Arménská populace Osmanské říše na základě sčítání lidu z roku 1896. Region Moks je na jih od jezera Van a je zde uvedeno 48 % Arménů.

V polovině 19. století zde bylo 60 vesnic, z nichž čtyřicet bylo osídleno Armény, zbylé obyvatelstvo bylo kurdské. Arménská populace byla zmasakrovaná nebo z oblasti uprchla během arménské genocidy. Z arménských památek se zde zachovaly ruiny Kláštera Svatého spasitele (Mogats Amenap‘rgtchi ou Dzëbadi Vank‘) nad vesnicí A(s)dijants/Mezrasexan/Ünlüce, ruiny Kláštera svaté ženy / svatého kříže (Sourp Ganants nebo Mogats Sourp Khatchi Vank‘) nad vesnicí Spgants/Sipqas/Elmayaka, ruiny Kláštera sv. Jiří vždypřítomné pomoci (Horský klášter, P‘ut‘gu nebo Sari Surp Kevorki Vank‘) pod horou Egherovn / Agerov Dağı na staré cestě do sedla P‘ut‘gu Vank‘ / Ağzı Gedik, ruiny kláštera Pasavank, a kláštera Kchavavank. Dále jsou v bezprostřední blízkosti města zbytky arménského kostela Sv. Matky Boží (Sp. Asdvadzadzin) a arménský hřbitov s kaplí, v okolních vesnicích pak několik dalších zbytků kostelů.
Území dnešního okresu bylo v rámci Turecké republiky jako do roku 1964 součástí okresu Pervari provincie Siirt a mezi lety 1964 a 1987 součástí okresu Gevaş provincie Van.
Začátkem února 2020 spadla pod sedlem Karabet Geçıdı v okrese Bahçesaray lavina, která zavalila minibus plný cestujících, a bagr, který zajišťoval sjízdnost silnice. Při této lavině zemřelo celkem pět osob. Během záchranných prací prací došlo k uvolnění druhé laviny, která záchranáře zasypala. Zahynulo dalších nejméně 33 osob.

## Geografie a demografie

Populační pyramida okresu k roku 2018

Populace okresu Bahçesaray mezi roky 2007 a 2018

Okres zabírá údolí řeky Bahçesaray Çayı a boční údolí z tohoto údolí vybíhající. Je obklopen pohořím İhtiyarşahap Dağları. Přístup sem tvoří zejména silnice 65-61 vedoucí přes sedlo Karabet Geçıdı ve výšce 2994 metrů, jedno z nejvyšších silničních sedel Turecka. V roce 2018 měl okres 14622 obyvatel a celý okres byl spojen do jedné centrální obce. Díky tomu nejsou dostupné populační statistiky samostatně za město a za okres, ty jsou naposledy dostupné k roku 2012, kdy měl Bahçesaray jako město 3361 obyvatel a jako okres 17 133 obyvatel. Celý okres se rychle vylidňuje, za deset let mezi roky 2008 a 2018 ztratil více než 3000 obyvatel. Celý okres je dnes obýván převážně Kurdy.
V obecních volbách v roce 2019 se stal starostou Mekı Arvaş, který získal 65,5 % hlasů.

## Významní rodáci
- Faqi Tayran, kurdský básník a mystik
- Han Mahmud, kurdský vůdce z poloviny 19. století